# Pierre Lejeune (colonel)
Pour les articles homonymes, voir Pierre Lejeune (homonymie) et Lejeune.
Pierre Lejeune, né à Visé le 11 octobre 1762, mort à Mayence le 5 novembre 1813, est un révolutionnaire et militaire liégeois.

## Biographie
Issu d'une famille de notables de Visé, son père fut notaire à Eisden et bourgmestre de Visé. Lors de la révolution liégeoise de 1789, la famille Lejeune, acquise aux idées progressistes, apportera un soutien non négligeable aux révolutionnaires liégeois et franchimontois.
En 1789-1790, Pierre Lejeune sert dans l'armée patriotique liégeoise. En juillet 1792, il est capitaine de la Légion belge servant dans les armées de la République française. Il prend part à la Bataille de Jemappes et sert ensuite dans le deuxième bataillon de Chasseurs belges. Passé à la 14e demi-brigade légère (5e bataillon de Tirailleurs), il s'y distingue à plusieurs reprises. Il sera plusieurs fois blessé : le 17 mai 1794, d'un biscaïen au bras gauche ; le lendemain une balle lui emporte son hausse-col et le jette bas de son cheval, ce qui ne l'empêche toutefois pas de s'emparer d'une pièce de canon et de capturer plusieurs Hessois.
Au passage du Waal (11 et 12 décembre 1794), Lejeune capture un officier supérieur de l'armée hanovrienne et à la tête de ses hommes, il s'empare du fort de Senterop, faisant prisonnier toute la garnison. 
En 1796, Pierre Lejeune est chef de bataillon du 2e bataillon de la 1re demi-brigade légère.  
Après avoir participé aux multiples actions dans lesquelles fut engagée la 1re demi-brigade légère aux Armées du Nord, de Sambre-et-Meuse, du Rhin, d'Angleterre, du Danube et d'Allemagne, puis dans les Pouilles, Pierre Lejeune est fait prisonnier en juillet 1806 alors qu'il se trouve en Calabre. Livré aux Anglais, il est envoyé en captivité à Malte et n'est libéré qu'en juin 1807, à la suite de l'intervention du roi de Naples, qui obtient un échange de prisonniers.
Le capitaine Lejeune est ensuite en garnison à Vérone (automne 1807). Il y est reçu en audience par l'empereur Napoléon Ier par le prince Joachim Murat. Ce dernier, passant en revue les officiers présents, reconnait un compagnon d'armes avec qui il a combattu dans les précédentes campagnes et vient le saluer.
Lejeune est ensuite affecté au 13e régiment d’infanterie de ligne, et est promu major en octobre 1808. Son régiment est stationné en Italie (1808-1809). Affecté au dépôt, c'est avec regrets qu'il ne participe pas à la bataille de Wagram.
Le 7 septembre 1811, Pierre Lejeune est nommé colonel et prend le commandement du 56e régiment d’infanterie de ligne. 
Lejeune participe à la campagne de Russie lors des combats de Daugavpils et Polotsk et à la retraite de la Bérézina.
En juin 1812, il remplit les fonctions d'Adjudant-commandant au Grand-état-major.
Le 1er octobre 1812, Lejeune est nommé colonel du 57e régiment d’infanterie de ligne, mais Napoléon nomme entretemps, "sur le terrain", un autre colonel et Lejeune reste donc, colonel d'état-major.
Lors de la bataille de Leipzig (1813), il est chef d'état-major au 11e corps d'armée lorsqu'il est atteint d'une balle en pleine poitrine. Transporté à l'hôpital de Mayence, le colonel Lejeune meurt de ses blessures le 5 novembre 1813.
Pierre Lejeune est l'exemple typique de l'officier issu des guerres révolutionnaires. Ses états de services sont exemplaires : il fut fait chevalier de la ordre national de la Légion d'honneur (14 juin 1804) et promu officier le 4 mai 1813.
Ayant passé la plupart de sa carrière aux armées, il resta célibataire et n'eut pas d'enfants. Pierre Lejeune était le beau-frère du révolutionnaire Laurent-François Dethier, dont il avait épousé la sœur.

## Décoration
- Chevalier de la Légion d'honneur (14/06/1804), Officier (04/05/1813).